# The Lords of Midnight
| Русскоязычные издания | Русскоязычные издания |
| Издание               | Оценка                |
| --------------------- | --------------------- |
| Riot Pixels           | 70/100                |

The Lords of Midnight — компьютерная игра, написанная Майком Синглтоном и выпущенная в 1984 году для ZX Spectrum. Вскоре последовали портированные версии для Amstrad CPC и Commodore 64. В 1985 году Синглтон выпустил продолжение — игру Doomdark's Revenge, а в 1995 году трилогия завершилась игрой Lords of Midnight: The Citadel, вышедшей на персональных компьютерах.

## Игровой процесс
The Lords of Midnight представляет собой смесь пошаговой стратегии и квеста в открытом мире, с видом от первого лица. Игрок начинает с четырьмя персонажами (Luxor the Moonprince, Rorthron the Wise, Corleth the Fey и Morkin) и может набрать до 28 будущих Лордов (Ithrorn, Utarg из Utarg, Blood, Xajorkith, Shadows и так далее), которые будут помогать (или наоборот мешать) ему в деле уничтожения Doomdark, полуночного короля-чародея.
В игру можно играть тремя способами: во-первых, как в обычный квест, где игрок должен сосредоточиться на уничтожении Ледяной короны, источника силы Doomdark, во-вторых, как в варгейм, где целью является рекрутирование лордов и пехоты для победы над армиями Doomdark, в-третьих (эта вариация описана в руководстве как эпическая) двумя этими путями одновременно. Достижение лишь одной из целей требуется для победы.

## Графика
Трёхмерные эффекты, использовавшиеся в игре, были получены путём размещения в сцене предмасштабированных изображений гор, лесов, зданий и т. д., чтобы создать впечатление корректного с точки зрения перспективы ландшафта, доступного для обзора с 8 различных направлений. Техника была названа авторами игры «landscaping». Её применение вызывало у игроков того времени сильное впечатление, и игра получила похвалы за графику. Та же техника использовалась в продолжении, Doomdark's Revenge, но впоследствии в играх встречалась редко.

## Восприятие
Журнал CRASH присвоил Lords of Midnight оценку 10 из 10, особо отметив панорамные виды, детализацию юнитов и сюжет.
Игра была признана лучшей стратегией года Golden Joystick Awards

## Портированные версии
В 12 декабря 2012 году ремейк игры был выпущен для iOS и Blackberry. Версия игры для Android вышла 11 января 2013 года.
Неофициальные порты игры существуют также для DOS, Windows, Linux и Pocket PC.